# Isonkankaansaari
Isonkankaansaari är en ö i Finland. Den ligger i sjön Haapajärven tekojärvi och i kommunen Brahestad i den ekonomiska regionen  Brahestads ekonomiska region  och landskapet Norra Österbotten, i den centrala delen av landet, 500 km norr om huvudstaden Helsingfors. Öns area är 4,6 hektar och dess största längd är 300 meter i sydväst-nordöstlig riktning.